# Jersey (tejido)

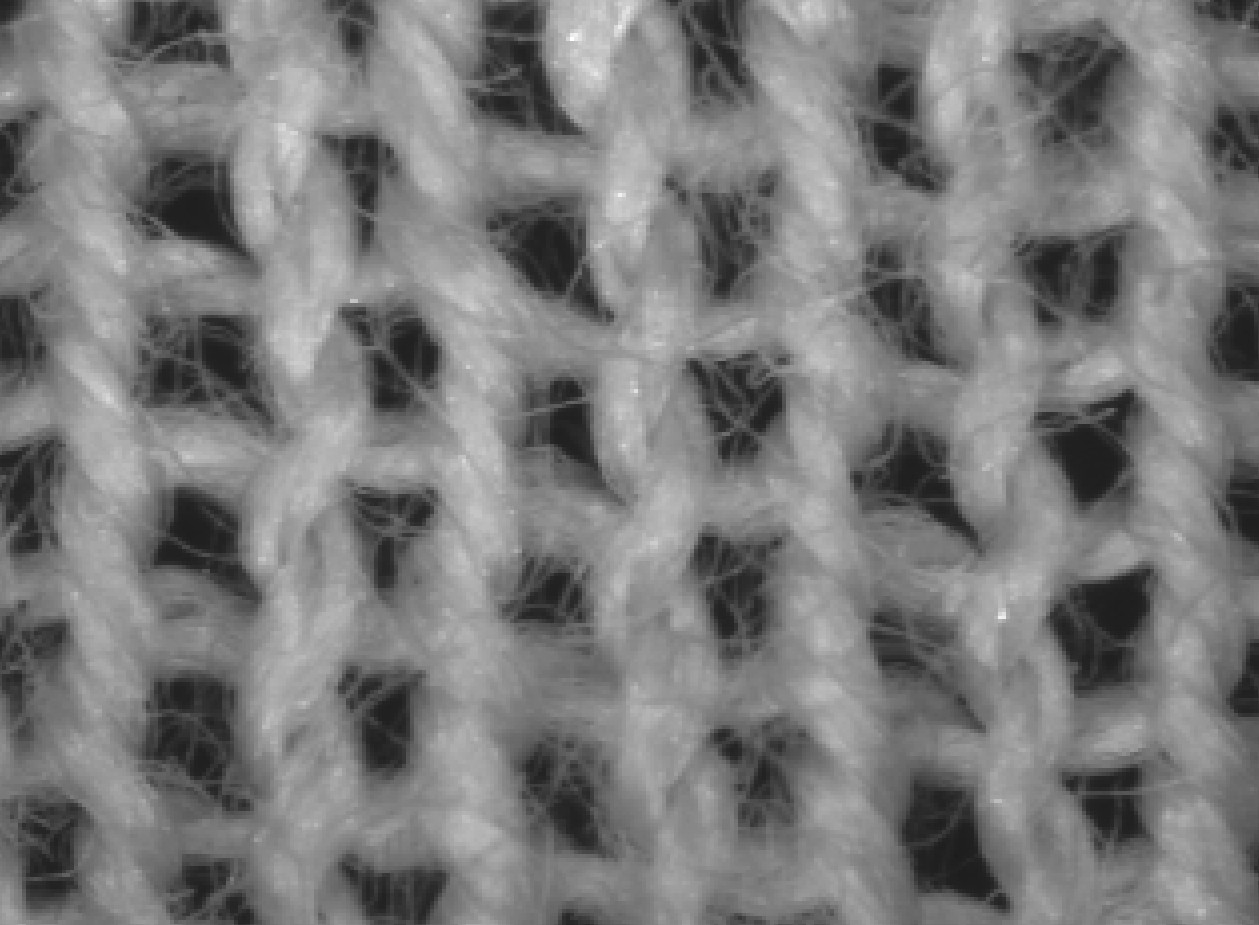
Vista de jersey individual bajo microscopio

El tejido jersey es un tejido de punto utilizado principalmente para la fabricación de prendas de vestir . Originariamente estaba hecho de lana, pero actualmente se hace de lana, algodón y fibras sintéticas ..

## Historia
Este tipo de tejido de punto se hizo por primera vez en Jersey, islas del Canal, que había sido un importante exportador de productos de punto desde la época medieval . 
En 1916, Gabrielle "Coco" Chanel impactó la industria de la moda utilizando tejido de jersey en un momento en el que estaba estrictamente asociado a la ropa interior. "Esta diseñadora hizo del tejido de jersey lo que es hoy: esperamos que esté satisfecha", dijo Vogue en 1999. "Es casi tan parte de nuestras vidas como lo es la "sarga azul". 

## Estructura
El jersey es un tejido de punto de trama que se teje con un solo juego de alfileres con todos los lazos hechos en la misma dirección.  Por lo general, está tejido en punto liso.  También se llama punto plano.  Por otro lado, el jersey doble se teje con dos juegos de agujas, no se enrolla en los bordes (cuando se corta) y tiene una estructura más estable. 

## Tipos
El tejido de jersey puede ser un tejido de punto sencillo muy elástico, generalmente ligero, con un lado plano y un lado apilado.  Cuando se hace con un hilo ligero, éste es el tejido más utilizado para hacer camisetas . 
O puede ser un jersey de punto de doble (jersey interlock), con menos estiramiento, que crea un tejido más grueso de dos tejidos sencillos juntos para dejar ambos lados planos en el exterior del tejido.  El jersey interlock a veces se utiliza como un punto alternativo más formal en el punto piqué tradicional para las camisetas polo y es generalmente el punto preferido para los hechos de algodón pima
El jersey se considera un tejido excelente para prendas como vestidos y tops de mujer.
Se pueden distinguir los siguientes tipos de tejido de jersey:
- Single jersey
- Double jersey
- Interlock jersey
- Jacquard jersey
- Clocqué jersey
- Stretch jersey